# Alun Francis
Alun Francis (né le 29 septembre 1943) est un chef d’orchestre gallois.

## Carrière professionnelle
De 1966 à 1976 Francis est le principal chef d’orchestre de l’Ulster Orchestra. En 1978 il dirige la première de l’opéra de Donizetti Gabriella di Vergy au Queen Elizabeth Hall de Londres.
De 1979 à 1985 il est directeur musical du Northwest Chamber Orchestra de Seattle, puis conseiller artistique des ensembles Opera Forum à Enschede.
Entre 1987 et 1990 il est directeur musical du Nordwestdeutsche Philharmonie. Il dirige ensuite le Haydn-Orchester à Bolzano, le Berliner Symphoniker et l'Orchestre symphonique Giuseppe-Verdi de Milan. Entre 2003 et 2008 il est le principal chef d’orchestre du Thüringen Philharmonie Gotha. Il fut le principal chef invité de l'Orchestre philharmonique de Zagreb. Depuis 2010, il dirige le Orquesta Filarmónica de la UNAM à Mexico.

## Discographie
Alun Francis a enregistré des œuvres de Francis Poulenc, des symphonies et œuvres symphoniques de Otto Klemperer avec le Staatsphilharmonie Rheinland-Pfalz, et des symphonies d'Allan Pettersson avec différents orchestres. En 1980, il enregistre l’operette d’Offenbach's Robinson Crusoé avec le Royal Philharmonic Orchestra. En 2000, il est lauréat du premier prix Cannes Classical Award dans la catégorie première CD pour son enregistrement complet des symphonies de  Darius Milhaud avec le Sinfonieorchester Basel. Il dirigea un enregistrement des concertos pour quatre pianos de Carl Reinecke avec le pianiste  Klaus Hellwig et le Nordwestdeutsche Philharmonie.